# Eichsfelds voetbalkampioenschap 1927/28
In 1927/28 werd het eerste Eichsfelds voetbalkampioenschap gespeeld, dat georganiseerd werd door de Midden-Duitse voetbalbond. VfL 08 Duderstadt werd kampioen en plaatste zich voor de Midden-Duitse eindronde. De club verloor met 6:2 van SV 01 Gotha.

## Gauliga
| Plaats | Club                    | Wed.           | W              | G              | V              | Saldo          | Ptn.           |
| ------ | ----------------------- | -------------- | -------------- | -------------- | -------------- | -------------- | -------------- |
| 1.     | VfL 08 Duderstadt       | 12             |                |                |                | 43:22          | 19:5           |
| 2.     | FV Wacker Heiligenstadt | 12             |                |                |                | 30:14          | 17:7           |
| 3.     | VfR Dingelstädt         | 12             |                |                |                | 20:16          | 16:8           |
| 4.     | FC 1911 Heiligenstadt   | 11             |                |                |                | 18:10          | 12:10          |
| 5.     | FC Brochthausen         | 11             |                |                |                | 21:34          | 8:14           |
| 6.     | SC 1912 Leinefelde      | 11             |                |                |                | 14:22          | 4:18           |
| 7.     | VfB Worbis              | 10             |                |                |                | 10:38          | 4:18           |
| 8.     | VfB Bleicherode         | Teruggetrokken | Teruggetrokken | Teruggetrokken | Teruggetrokken | Teruggetrokken | Teruggetrokken |

|  | Kampioen, geplaatst voor Midden-Duitse eindronde |
|  | Degradatie                                       |